# Sluis
Sluis ( udtale ?) er en kommune og en by, beliggende i Zeeuws Vlaanderen i den sydlige provins Zeeland i Nederlandene.

## Kernene
Antal indbygger per 1. januar 2014:
| Breskens    | 4732 |
| Oostburg    | 4683 |
| Aardenburg  | 2395 |
| Sluis       | 2376 |
| IJzendijke  | 2194 |
| Schoondijke | 1495 |
| Groede      | 1053 |
| Eede        | 871  |

| Cadzand         | 774 |
| Hoofdplaat      | 771 |
| Zuidzande       | 571 |
| Waterlandkerkje | 554 |
| Nieuwvliet      | 450 |
| Retranchement   | 372 |
| Sint Kruis      | 323 |

Ydermere er der små lokaliteter: Akkerput, Bakkersdam, Balhofstede, Biezen, Boerenhol · Cadzand-Bad, Draaibrug, Het Eiland, Heille, Hoogeweg, Kapitalendam, Klein-Brabant, Koninginnehaven, Kruisdijk, Kruishoofd, Maaidijk, Marollenput, Moershoofde, Mollekot, De Munte, Nieuwesluis, Nieuwland, Nieuwvliet-Bad, Nummer Eén, Oostburgsche Brug, Oudeland, Plakkebord, Ponte, Ponte-Avancé, Pyramide, Ronduit, Roodenhoek, Sasput, Scherpbier, Sint Anna ter Muiden, Slijkplaat, Slikkenburg, Smedekensbrugge, Steenhoven, Stroopuit, Terhofstede, Tragel, Turkeye, Valeiskreek, Veldzicht, Veldzicht (dels) og Vuilpan.

## Galleri
- Havnefront, by og Belfort
- Belfort
- Vindmølle De Brak
- Fyrtårn i Breskens
- Mariakirke i Cadzand
- Strand ved Cadzand
- Rådhuset i Oostburg